# Никулята (Пермский край)
Никулята — деревня в Добрянском районе Пермского края. Входит в состав Вильвенского сельского поселения.

## Географическое положение
Расположена на реке Вильва, к югу от административного центра поселения, посёлка Вильва, и к востоку от райцентра, города Добрянка.

## Население
| 2010 |
| ---- |
| 4    |

## Топографические карты
- Лист карты O-40-54 Вильва. Масштаб: 1 : 100 000. Издание 1977 г.